# Cordenons
Cordenons település Olaszországban, Friuli-Venezia Giulia régióban, Pordenone megyében. Lakosainak száma 17 779 fő (2023. január 1.). Cordenons Pordenone, San Giorgio della Richinvelda, San Quirino, Vivaro és Zoppola községekkel határos.

## Népesség
A település lakossága az elmúlt években az alábbi módon változott:
| Lakosok száma | 18 230 | 18 210 | 17 779 |
|               | 2017   | 2018   | 2023   |